# Listă de formații post-punk
Post-punk este o mișcare muzicală care a început la sfârșitul anilor 1970, ca urmare a „exploziei” punk rock. Perioada esențială care este în mare parte citată ca post-punk a fost între anii 1978–1984. După 1984, numeroase formații au continuat să lanseze muzică în acest stil, dar odată cu apariția alternative rock ca un termen umbrelă pentru toate formațiile underground de la mijlocul anilor '80, ele nu au fost mereu tratate ca formații post-punk.

## Formații post-punk (1978–1984)

### 0-9
- 23 Skidoo
- 45 Grave
- 10,000 Maniacs

### A
- ABC
- A Certain Ratio
- Adam and the Ants
- A Flock of Seagulls
- The Alarm
- Alien Sex Fiend
- Altered Images
- Alternative TV
- And Also the Trees
- Laurie Anderson
- APB
- The Armoury Show
- Artery
- The Associates
- Au Pairs
- Ausgang
- Automatic Pilot
- Autopsia
- Aztec Camera

### B
- Bauhaus
- Billy Idol
- The B-52's
- Big Audio Dynamite
- Big Black
- Big Country
- Big Flame
- Big in Japan
- The Birthday Party
- The Blow Monkeys
- Blancmange
- Blue in Heaven
- Blue Orchids
- Blurt
- B-Movie
- The Bolshoi
- The Bongos
- Boots for Dancing
- The Boys Next Door
- Breathless
- Bush Tetras
- Butthole Surfers

### C
- Cabaret Voltaire
- Certain General
- Chalk Circle
- The Chameleons
- James Chance & The Contortions
- The Chills
- China Crisis
- Christian Death
- Choir Invisible
- Chrome
- The Church
- Cindytalk
- Circus Mort
- Clan of Xymox
- Classix Nouveaux
- Clock DVA
- Cocteau Twins
- Coil
- Colourbox
- The Comsat Angels
- Controlled Bleeding
- Cool It Reba
- The Cramps
- The Cravats
- The Creatures
- Crime and the City Solution
- Crispy Ambulance
- The Cult
- Cultural Amnesia
- Culturcide
- The Cure

### D
- DA!
- Dalek I Love You
- The Dancing Did
- Danse Society
- Danielle Dax
- The dBs
- Dead Can Dance
- Dead or Alive
- Death Cult
- Death In June
- Décima Víctima
- Deja Voodoo
- Delta 5
- Department S
- De Press
- Lizzy Mercier Descloux
- Desperate Bicycles
- Devo
- Deutsch Amerikanische Freundschaft
- Diaframma
- The Diagram Brothers
- Die Haut
- Dif Juz
- Disciplina Kičme
- Dislocation Dance
- The Divinyls
- DNA
- Dobri Isak
- Doktor Spira i Ljudska Bića
- The Dream Syndicate
- Drowning Craze
- The Durutti Column
- Du Du A
- Duran Duran

### E
- Echo & the Bunnymen
- Edith Nylon
- Einstürzende Neubauten
- Ekatarina Velika
- Električni Orgazam
- The Embarrassment
- Essential Logic
- ESG
- Eurythmics
- Everything but the Girl
- The Ex
- Eyeless in Gaza

### F
- Factrix
- Fad Gadget
- Faith Global
- The Fall
- Cee Farrow
- Fàshiön Music
- The Feelies
- Felt
- The Fire Engines
- Fischer-Z
- The Flaming Lips
- The Flesh Eaters
- Flesh for Lulu
- The Fleshtones
- Flipper
- Flying Lizards
- Foetus
- A Formal Sigh
- John Foxx
- Fra Lippo Lippi
- Front 242

### G
- Gang of Four
- Gene Loves Jezebel
- Get Smart!
- Girls at Our Best!
- Glaxo Babies
- God's Gift
- The Glove
- Grauzone
- Guadalcanal Diary
- The Gun Club
- Ghenkhis Khan

### H
- Nina Hagen
- The Higsons
- The Homosexuals
- The Human League
- Human Sexual Response
- Husker Du

### I
- Icehouse
- Icicle Works
- Idoli
- In the Nursery
- In Camera
- Inca Babies
- Indians In Moscow
- It's Immaterial

### J
- Japan
- The Jazz Butcher
- Johanna Went
- Josef K
- Joy Division
- Judy Nylon

### K
- Katarina II
- KaS Product
- Killing Joke
- Kino
- Kirlian Camera
- Klaus Nomi
- Kleenex
- Kommunity FK
- Konk
- Kozmetika
- KUKL

### L
- Landscape
- La Strada
- The Laughing Clowns
- L-Seven

- The Leather Nun
- The Legendary Pink Dots
- The Lemon Kittens
- Let's Active
- LiLiPUT

- Liquid Liquid
- Live Skull
- The Lords of the New Church
- Lori and the Chameleons
- Lene Lovich
- Lowlife
- The Lucy Show
- Ludus
- Luna
- Lydia Lunch

### M
- Magazine
- Malaria!
- Mars
- Martha And The Muffins
- Mass
- The March Violets
- Maximum Joy
- Medium Medium
- The Mekons
- The Membranes
- Métal Urbain
- Midnight Oil
- Minimal Compact
- Ministry
- Minny Pops
- Minutemen
- Miracle Legion
- Mission of Burma
- mittageisen
- The Mob
- Modern English
- Modern Eon
- Moev
- The Monochrome Set
- Monte Cazazza
- The Motels
- The Mothmen
- Musta Paraati
- My Bloody Valentine

### N
- The Names
- Nautilus Pompilius
- Nervous Gender
- Neu Electrikk
- New Order
- New Model Army
- Nick Cave and the Bad Seeds
- The Nightingales
- The Normal
- The Nuns

### O
- Obojeni Program
- Oingo Boingo
- The Opposition
- Orange Juice
- Orchestral Manoeuvres in the Dark

### P
- Pale Fountains
- The Passage
- The Passions
- Paraf
- Pearl Harbor and the Explosions
- Pekinška Patka
- Pel Mel
- Pere Ubu
- Pete Shelley
- Pigbag
- Pink Military
- Play Dead
- The Plastics
- Poison Girls
- The Police
- Polyrock
- The Pop Group
- Prefab Sprout
- The Prefects
- The Pretenders
- Profili Profili
- Psi-Com
- The Psychedelic Furs
- Psychic TV
- Public Image Ltd
- Pulp
- Pylon

### R
- R.E.M.
- The Raincoats
- Red Lorry Yellow Lorry
- Red Rockers
- Red Zebra
- Rema-Rema
- The Replacements
- The Residents
- Rikki And The Last Days Of Earth
- Rip Rig + Panic
- Ritual
- Robert Hazard
- Romeo Void
- The Room
- Rowland S. Howard

### S
- Saccharine Trust
- Sad Lovers & Giants
- Salvation Army
- Savage Republic
- Scars
- Scattered Order
- The Scientists
- Scratch Acid
- The Screamers
- Screen 3
- Scritti Politti
- Section 25
- Severed Heads
- Sex Gang Children
- Shriekback
- Siekiera
- Silicon Teens
- Simple Minds
- Siouxsie and the Banshees
- The Sisters of Mercy
- Skeletal Family
- Skinny Puppy
- The Slits
- The Smiths
- The Soft Boys
- Soft Cell
- Sonic Youth
- Sort Sol
- The Sound
- Southern Death Cult
- Spasmodique
- Spasmodic Caress
- Split Enz
- Spear of Destiny
- Spizzenergi
- Squeeze
- Stockholm Monsters
- Storm Bugs
- The Stranglers
- Strawberry Switchblade
- Suburban Lawns
- Subway Sect
- Sumo
- Suicide
- Swans
- Swell Maps
- Šarlo Akrobata

### T
- Talking Heads
- Talk Talk
- The Teardrop Explodes
- The Teardrops
- Tears For Fears
- Television
- Television Personalities
- Tenpole Tudor
- That Petrol Emotion
- Theatre of Hate
- The The
- Theoretical Girls
- Thick Pigeon
- This Heat
- This Mortal Coil
- The Three Johns
- Throbbing Gristle
- Throwing Muses
- Timbuk 3
- Titãs
- Toiling Midgets
- Tones on Tail
- Winston Tong
- Translator
- Trisomie 21
- Tubeway Army
- Tupelo Soul
- Tuxedomoon

### U
- U2
- UK Decay
- Ultravox
- The Undertones
- The Units
- Urbana Gerila
- Ut
- U Škripcu

### V
- Vietnam
- Virgin Prunes
- Visage
- Violent Femmes
- Los Violadores
- Von Lmo

### W
- The Wake
- Wah! (Heat, The Mighty, etc.)
- Wall of Voodoo
- The Waterboys
- Whitehouse
- The Wild Swans
- The Wipers
- Wire
- Wire Train
- Wolfgang Press
- The Woodentops
- The Work

### X
- X
- Xmal Deutschland
- XTC

### Y
- Yello
- Young Marble Giants
- Y Pants

### Z
- The Zones
- Zounds

## Formații Post-punk influențate (1984-1990s)
- Agata Kristi
- Asylum Party
- Blonde Redhead
- The Boredoms
- Bowery Electric
- The Charlatans
- Close Lobsters
- Cranes
- Curve
- Disco Inferno
- Dog Faced Hermans
- Drive Like Jehu
- Elastica
- Faith No More
- Fields of the Nephilim
- For Against
- Front Line Assembly
- Goribor
- Half Life Half Death
- Half Man Half Biscuit
- His Name Is Alive
- The House of Love
- The Innocence Mission
- The Invisibles
- James
- Jane's Addiction
- Jasmine Minks
- The Jesus and Mary Chain
- The June Brides
- Kitchens of Distinction
- Lippy's Garden
- Little Nemo
- Love and Rockets
- Lush
- Man in the Wood
- Manic Street Preachers
- Mary Goes Round
- Mazzy Star
- Medicine
- The Mighty Lemon Drops
- The Mission
- Nine Inch Nails
- The Ocean Blue
- The Pastels
- Pink Turns Blue
- Pixies
- PJ Harvey
- Presing
- Radiohead
- Red Temple Spirits
- Slowdive
- The Smashing Pumpkins
- The Snake Corps
- Spacemen 3
- Trivalia
- The Stone Roses
- The Sugarcubes
- Supernaut
- Ultra Vivid Scene
- The Wedding Present
- World Party

## Formații post-punk revival (Late 1990s–2000s)
Vezi Listă de formații post-punk revival.